# Ermita de Santa Lucía (Fustiñana)
La ermita de Santa Lucía se encuentra a un kilómetro del núcleo urbano de Fustiñana (Navarra) en las faldas de las Bardenas Reales.

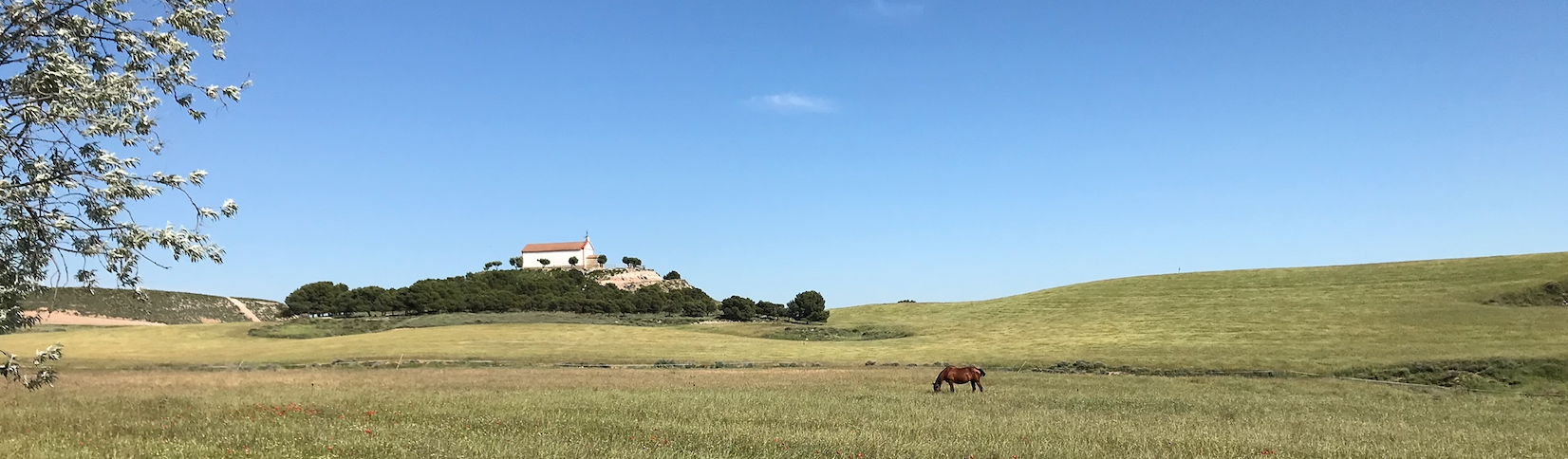
Ermita de Santa Lucía de Fustiñana (Navarra)

## Un balcón de la ribera navarra
La colina sobre la que se sitúa la ermita santa Lucía es un balcón natural que está a 300 metros de altitud, desde donde se puede divisar la ribera del Ebro, toda la cara norte del Moncayo y las Bardenas Reales. El edificio, construido en piedra de mampostería, es de planta rectangular, de una sola nave y techo abovedado. Preside el templo una  imagen de santa Lucía sin retablo. Tiene un pórtico adosado de 3 metros de fondo que protege la entrada al interior ermita. A través de una puerta con reja, se puede ver el interior de la iglesia. Sobre la fachada se erige una pequeña espadaña con una campana. La explanada, en la cima, está rodeada de olivos y es un lugar privilegiado para contemplar y divisar los pueblos de la ribera de Navarra, de Aragón, montañas de Soria y de la Rioja, así como también la Bardena Negra.

## Fiestas y tradiciones
Cada 13 de diciembre se celebra la fiesta en la ermita con una misa y un tradicional desayuno en el que no puede faltar las tradicionales patatas asadas.
La Cofradía de Santa Lucía, conformada por vecinos de Fustiñana y devotos de santa Lucía de los pueblos del entorno, se encarga de gestionar los gastos de la fiesta y lleva a cabo el mantenimiento de dicha ermita.  Para pertenecer a la cofradía basta con pagar una pequeña cuota anual.
El primer sábado de mayo, la ermita vuelve a ser lugar de convocatoria de los devotos de la santa. Después de la misa y el rosario, se bendice los campos y la cofradía invita a los asistentes al desayuno que han preparado y subido hasta la ermita.

## Datos históricos de la ermita
La ermita – tal como la conocemos actualmente- se rehízo en los primeros años del siglo XX Existió una ermita en el mismo lugar que acabó hundida en la segunda década del siglo XIX. Los esfuerzos por reconstruir la ermita con fondos y ayuda de los devotos de la abogada de la vista, patrona de las costureras, hicieron posible que en 1909 se levantase la ermita.

La ermita abandonada y hundida por falta de mantenimiento podría ser la de santa Engracia de la que existe abundante documentación relativa a la misma desde el siglo XVI.  Así tenemos una provisión que el prelado en su visita pastoral a Fustiñana dicta el 30 de septiembre de 1573:
"...con los nueve ducados que tenía Juan de Jaso y los siete que adeudaban los herederos de Jerónimo Cabero y si fuere necesario vendiendo las ovejas del ganado de Santa Engracia, se procediera a la reparación de la ermita de este nombre..”
Cabe resaltar que no sólo existía una ermita dedicada a la santa zaragozana sino que además, tenía propiedades -como el ganado al que hace referencia el prelado en su provisión- para el mantenimiento del culto y del edificio.
Hasta el año 1805 se encuentran anotaciones de gastos para la reparación de la ermita de Santa Engracia que se derrumbó pocos años después pasando las imágenes de Santa Lucía y de Santa Engracia a la parroquia de Fustiñana.  Esto nos indica que aunque la titular de la ermita fuese Santa Engracia, también estaba en la misma Santa Lucía por la mucha devoción que tenía en la villa de Fustiñana.
El nombre del barranco que transcurre cercano a la ermita actual se denomina “barranco de santa Engracia”. Es razonable deducir que la ermita cambió de nombre al cambiar su titular a inicios del siglo XX y el barranco conservó el de siempre.

El Diccionario Geográfico-Histórico de España publicado por la Real Academia de Historia en 1802 deja referencia de la ermita de Santa Engracia en la voz de Fustiñana:
“ a un cuarto, por el sur, está la ermita de santa Engracia…”  
El historiador local, Juan P. Esteban Chavarría,  concluyó que la denominada "ermita de Santa Engracia "que aparece en los documentos históricos y la actual “de Santa Lucía” son la misma.
En los primeros años del siglo XX  se reformó el edificio y se puso de titular única a Santa Lucía.  En 1909, estando de párroco don Cirilo Larraz,  se subió en solemne procesión a la Santa, acompañada por todo el pueblo, reinaugurando el lugar de culto.   Desde entonces, la villa de Fustiñana ha celebrado la fiesta en la ermita cada 13 de diciembre.
Santa Engracia dejó de ser la titular de la ermita pero el hecho de que aún se celebra el primer sábado de mayo una segunda romería, en fecha cercana a la fiesta de esta Santa que es a finales de abril,  pudiera ser una reminiscencia de la subida a la ermita el día de su fiesta.  Iribarren hace eco del apodo que en Fustiñana le daban a santa Engracia llamándola "la chocolatera" y a santa Lucía  "la farinetera”,  ya que fue tradición en Fustiñana reunirse las familias a tomar chocolate el día de Santa Engracia y comer farinetas con arrope o leche el día de Santa Lucía.
En el año 2004 nació la Cofradía de Santa Lucía para mantener la ermita, la fiesta y la tradición. 

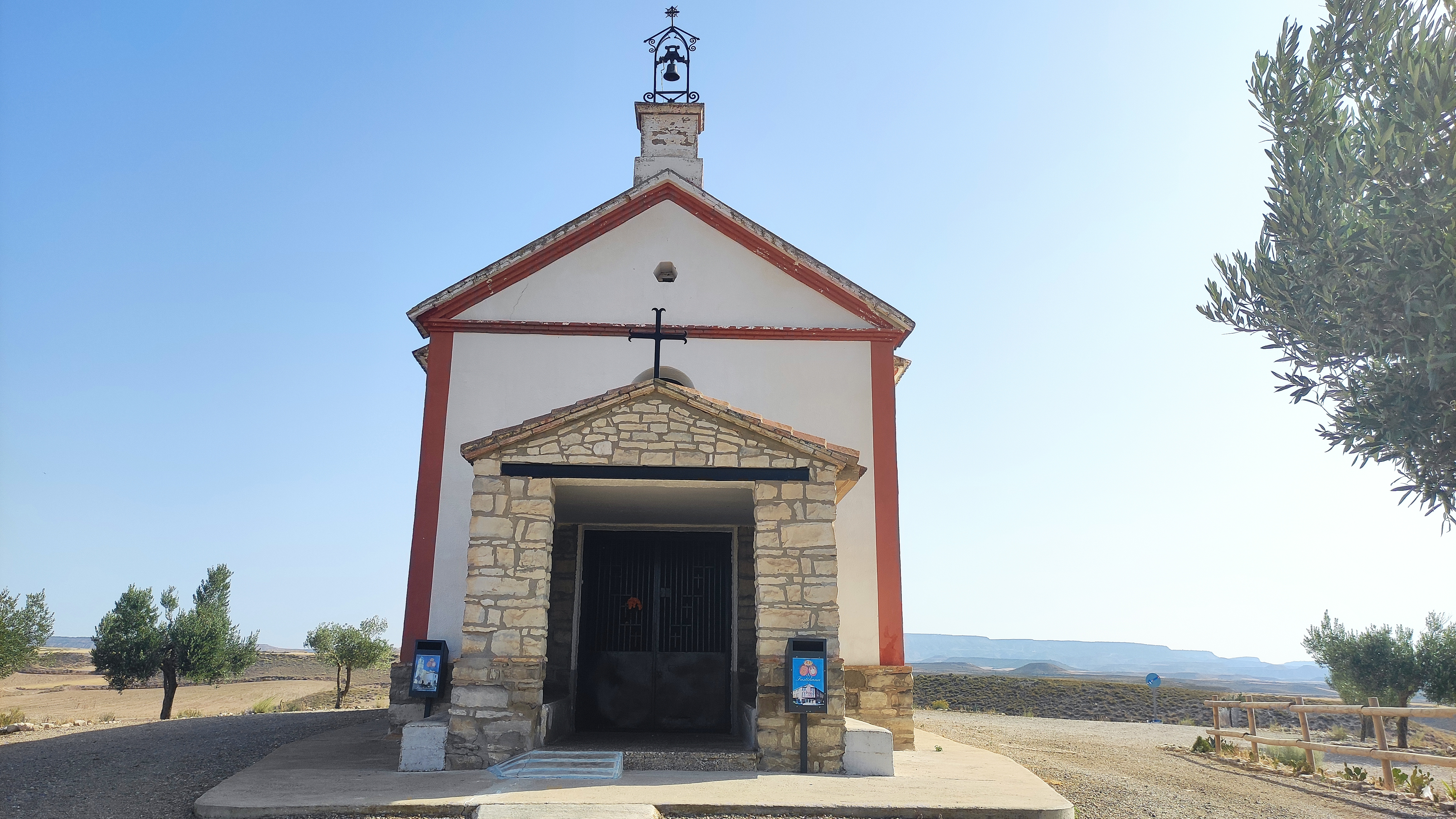
Fachada de la ermita de Santa Lucía de Fustiñana
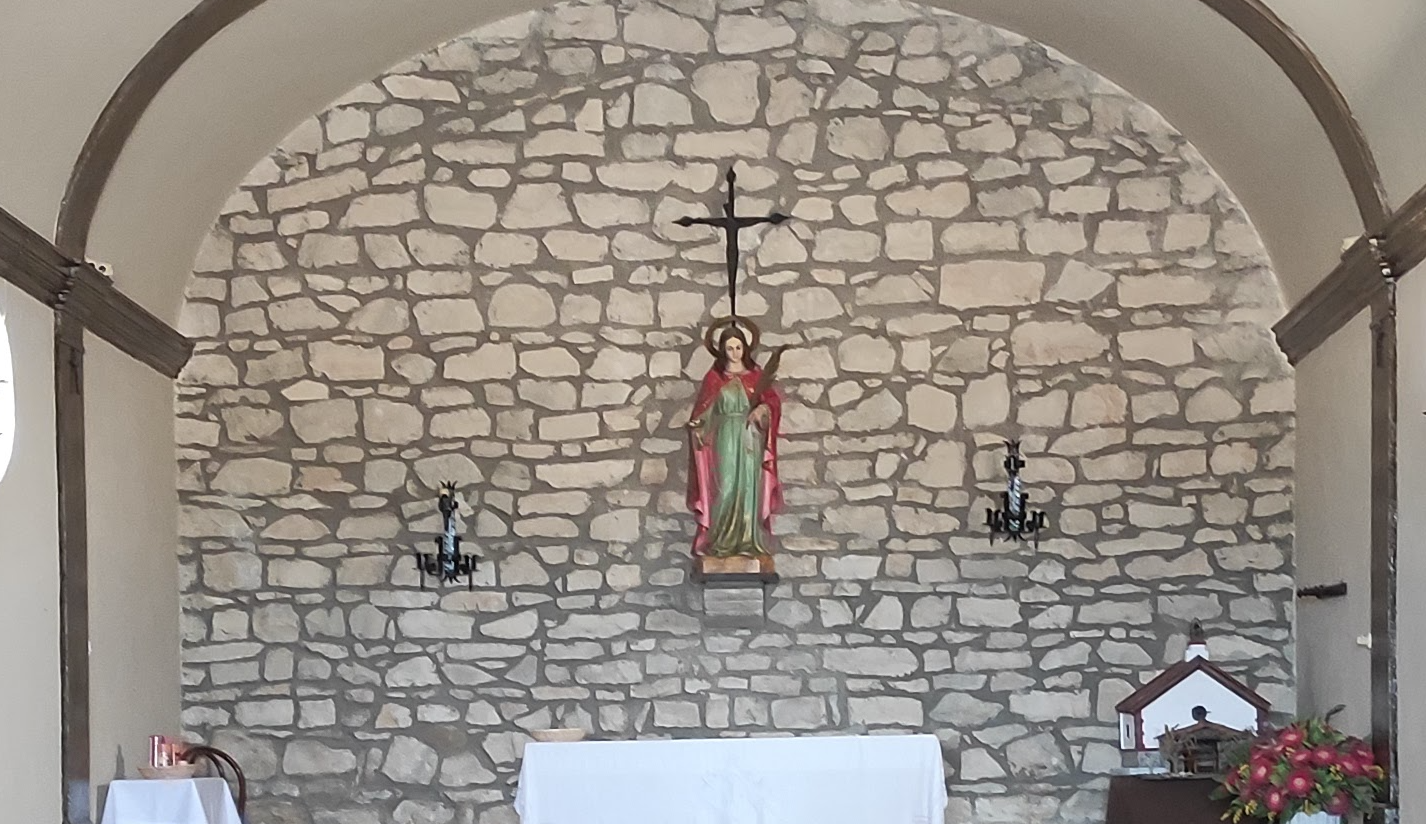
Interior de la ermita de Santa Lucía de Fustiñana
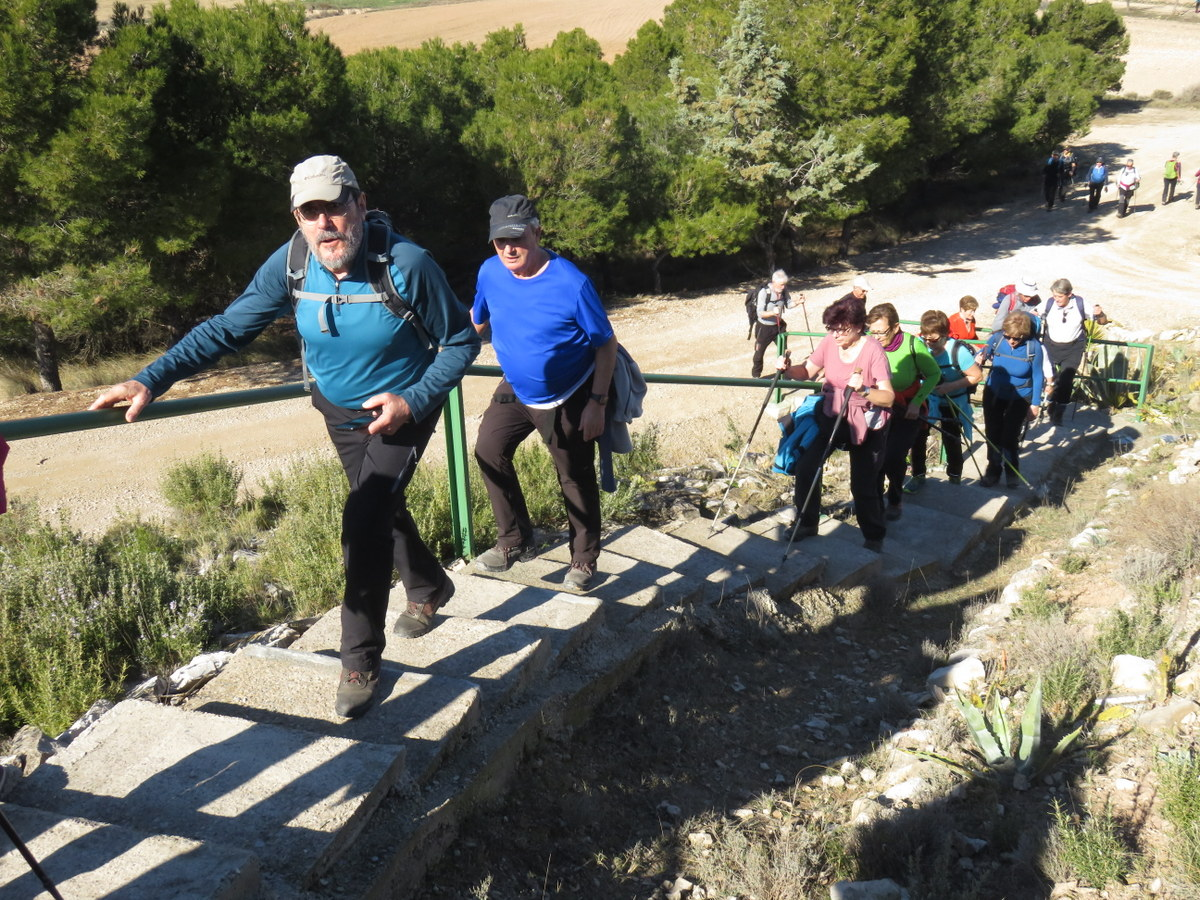
Subida a la ermita, grupo de excursionistas
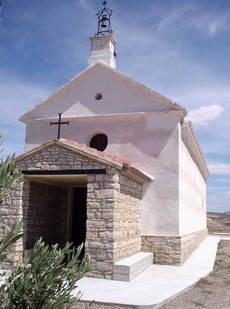
Fachada de la ermita con la cara este
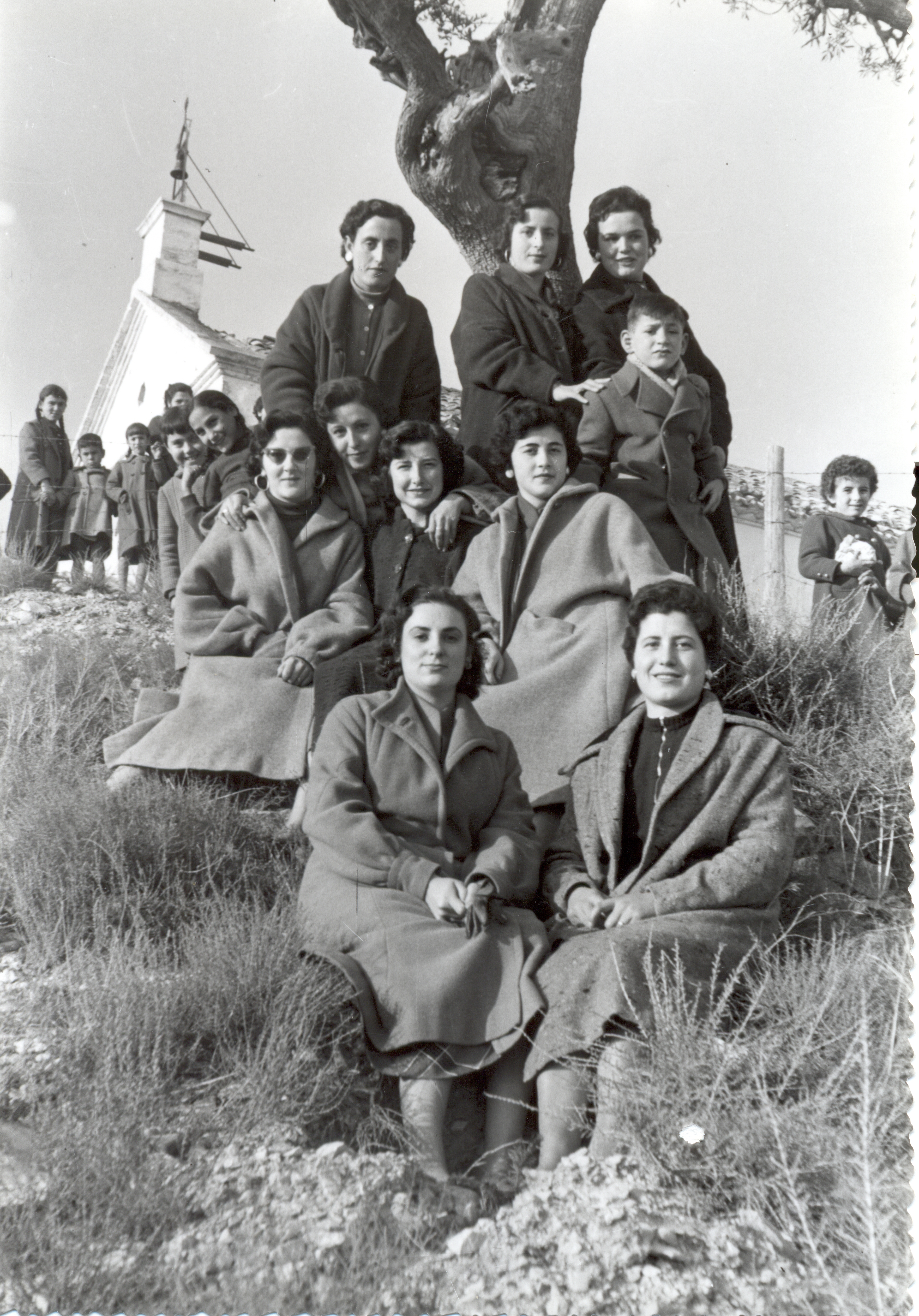